# Гилберт, Альфред (спортсмен)
Альфред Карлтон Гилберт (англ. Alfred Carlton Gilbert; 13 февраля 1884 года, Сейлем, Орегон — 24 января 1961 года, Бостон) — американский легкоатлет и предприниматель, чемпион летних Олимпийских игр 1908.
На Играх 1908 в Лондоне Гилберт соревновался в прыжке с шестом и разделил первое место с Эдвардом Куком, установив при этом новый олимпийский рекорд — 3,71 м.
Позже Гилберт основал компанию A. C. Gilbert Company и занялся производством обучающих игрушек, таких как «Набор химика», «Набор электрика» и даже «Набор атомщика».